# مگ مک لاگلین
مگ مک لاگلین (انگلیسی: Meg McLaughlin؛ زادهٔ ۲۰ مارس ۱۹۹۵) بازیکن فوتبال اهل استرالیا است.